# Ragnarök

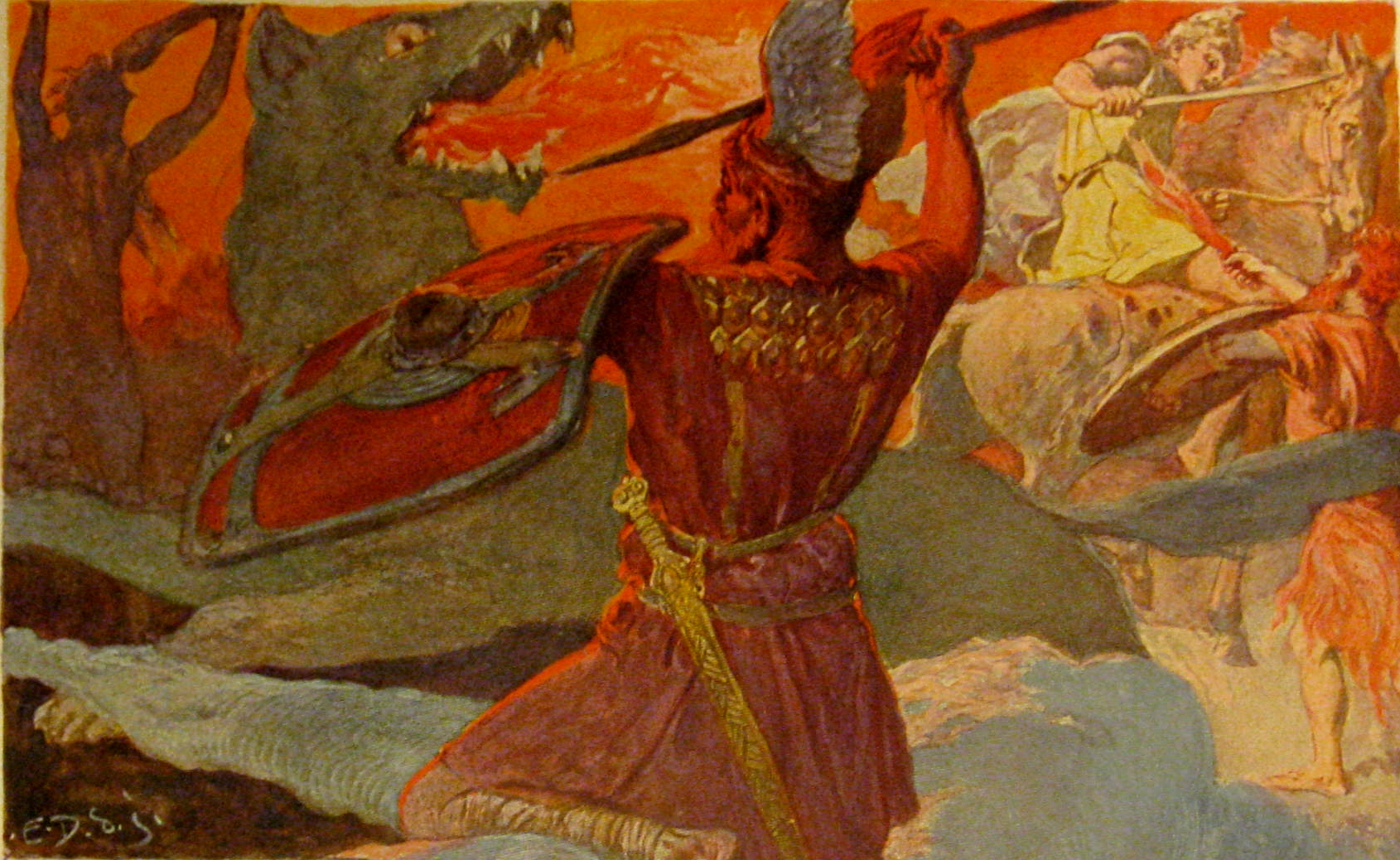
„Odin și Fenris, Freyr și Surt" (1905) de pictorul german Emil Doepler.

În mitologia nordică Ragnarök adică soarta finală a zeilor este o serie de evenimente majore, inclusiv o mare bătălie prezisă care va avea ca rezultat final moartea unui număr de figuri majore (inclusiv zeii Odin, Thor, Freyr, Heimdall și Loki), dezastre naturale diverse și scufundarea ulterioară a lumii în apă. 
Se spune că această bătălie va fi purtată de zei (Aesir, conduși de Odin) și de entitățile malefice, giganții (Jötunnii) și diverși monștri, conduși de Loki. Acest zeu va fi, împreună cu copiii săi, lupul Fenris și șarpele Jormungand antagoniștii provocării acestui dezastru. În această luptă vor pieri o parte din zei, giganți și monștri, dar și aproape tot universul.

## Etimologie
Cuvântul Ragnarok este derivat din vechiul cuvânt nordic Ragnarök, format din două părți: ragna care este genitivul plural al cuvântului regin („zei” sau „conducători”) și rök care înseamnă „soartă”. Se mai scrie ca Ragnarøkkr sau Ragnarøk.

## Sfârșitul lumii - o condiție impusă dedestin
Ceea ce este remarcabil la Ragnarok ca mit al sfârșitului lumii este faptul că zeii știu deja (datorită profeției) ce se va întâmpla: când va avea loc un eveniment, cine va omorî pe cine și așa mai departe. Ei chiar înțeleg că nu pot împiedica Ragnarok-ul. Cu toate astea, ei vor lupta cu vitejie și vor desfide destinul potrivnic. Zeii l-au înlănțuit pe Fenrir și l-au aruncat în apă pe Jormungand, deoarece au simțit pericolul lor, au aflat ce avea să li se întâmple de la zeițele destinului, nornele.

## Preludiul
Principalele evenimente care au marcat apropierea sfârșitului lumii au fost:
- 1.nașterea celor mai înspăimântătoare și diabolice ființe, odraslele lui Loki și ale gigantei Angerbrode. Acestea au fost Fenrir , Jormungand și Hel.
- 2.Moartea lui Baldur și pedepsirea lui Loki
- 3.Iarna Fimbulwinter

## Declanșarea luptei finale
Se întâlnesc în mitul escatologic al Ragnarok-ului clișeele binecunoscute ale întregii literaturi apocaliptice. Moravurile decad și se pierd, oamenii se învrăjbesc, se ucid între ei, pământul se cutremură, soarele se întunecă, stelele se prăbușesc. Lupii Skoll și Hati îi prind în cele din urmă pe zeița soarelui Sunna și pe fratele ei, zeul lunii Mani și îi devorează. În urma marelui cutremur, copacii sunt smulși cu tot cu rădăcini, iar munții se prăbușesc. Fiecare lanț sau legătură se rupe, eliberând astfel pe Loki și pe Fenris. Lupul uriaș (Fenris) își va încleșta colții de sus de cer, iar colții de jos de pământ.
Monștrii ies din adâncurile pământurilor, Jormungand se ridică din oceanul ce înconjoară Midgard-ul și provoacă inundații catastrofale. El scuipă venin cu fiecare suflare, otrăvind apele, pământul și cerul. Mitologia nordică transformă în mod original prototipul mitului escatologic, apar noi elemente, cum ar fi o iarnă lungă de trei ani ("fimbulwinter"). O hoardă de giganți coduși de Hrym invadează dinspre est Midgard-ul călătorind pe o corabie făcută din unghiile morților, venind din Jotunheim. În mijlocul acestui dezastru, Surt împreună cu alți giganți, giganții de foc, vor veni din Muspelheim, vor năvăli pe pământ, se vor cățăra pe podul de curcubeu, Bifrost, cu gândul de ataca și de a distruge Asgard-ul tărâmul zeilor. Bifrost se va rupe sub greutatea giganților, întrerupând orice legătură între Midgard și Asgard. Garm, monstruosul câine din peștera Gnipahellir va scăpa din lanțuri și îi va urma pe giganți în drumul lor spre Vigrid, locul unde se va desfășura bătălia finală. În cele din urmă, giganții vor întâlni o rezistență covârșitoare dinspre armata zeilor și a eroilor adunați de-a lungul timpului în Valhalla de walkirii. Primul care i-a observat pe giganți a fost Heimdall și a sunat din cornul Gjallarhorn pentru a anunța pe toți zeii. La auzul sunetului cornului însuși arborele Yggdrasil se va zgudui. Imensa oaste a eroilor din Valhalla numără 432 000 de Einherjari, câte 800 din fiecare din cele 540 porți ale marelui palat.

## Bătălia finală

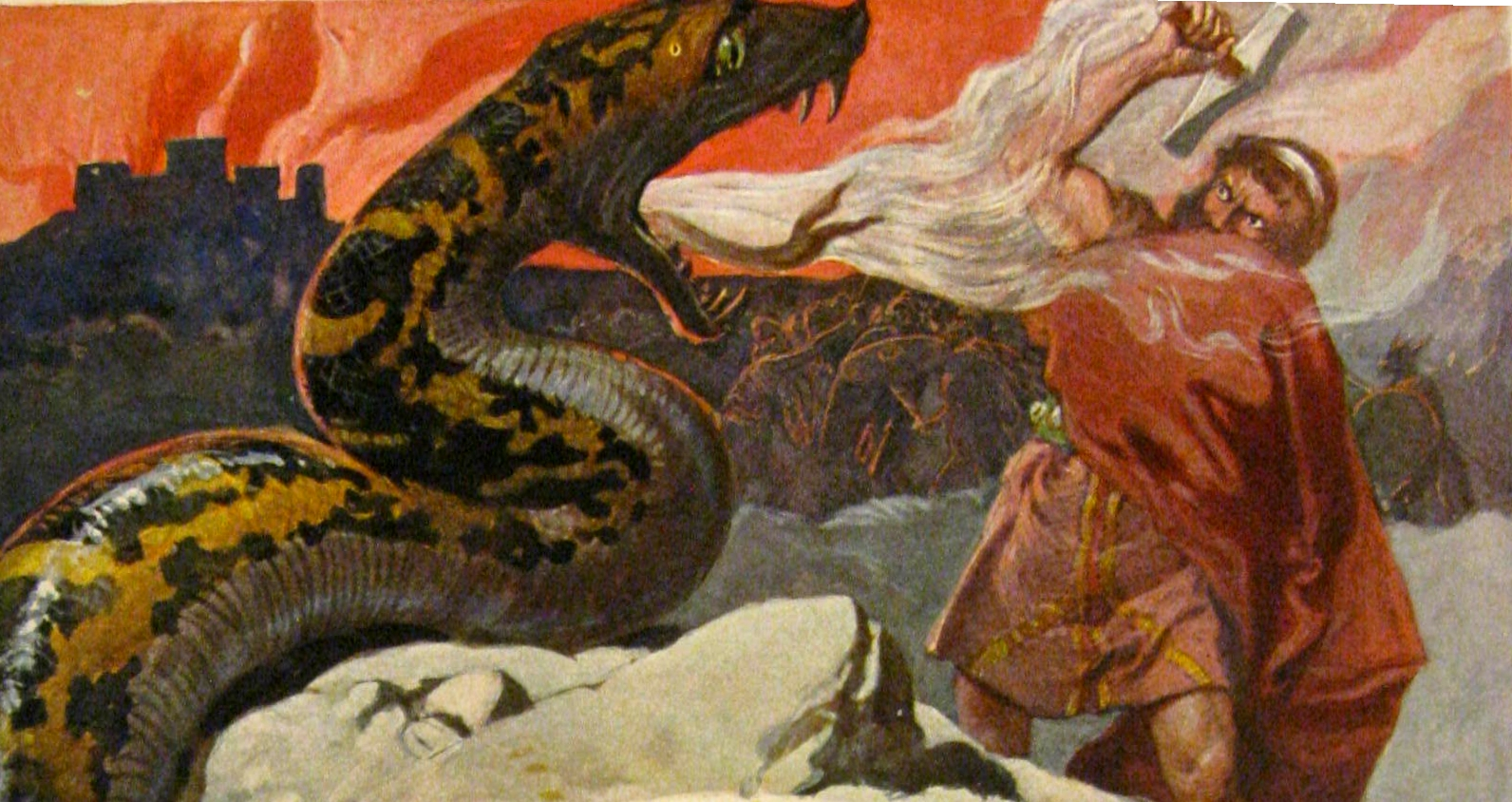
O imagine înfățișând lupta dintre Thor și Jormungand.

Zeul Odin l-a atacat pe Fenris, fiind ajutat la început de Thor. Thor însă a fost nevoit să își părăsească tatăl pentru a răspunde ofensivei șarpelui Jormungand, dușmanul lui permanent. Primul care a căzut pe câmpul de luptă a fost Freyr, în lupta sa cu Surt, iar asta se datorează faptului că a cedat sabia lui care îngheață orice, slujitorului sau Skirnir, cu câtva timp în urmă. A fost nevoie însă de o încăierare zdravănă pentru ca Freyr să moară. Tyr se angajează să îl ucidă pe Garm, va reuși, însă va fi grav rănit. Heimdall se luptă cu Loki, iar în urma acestei lungi și epuizante confruntări între cei doi, nimeni nu va supraviețui. Thor îl ucide pe Jormungand cu ciocanul lui, Mjollnir, dar moare după un scurt timp din cauza veninului șarpelui. Odin luptă împotriva lui Fenris cu sulița sa, Gungnir, dar este înfrânt de lup și devorat. Pentru a-și răzbuna tatăl, Vidar va omorî cu mâinile goale lupul, rupându-i fălcile. În sfârșit, Surt va răspândi peste toate cele 9 lumi ale cosmosului flăcări și va arde totul. Pământul se va scufunda în mare și vor exista foarte puțini supraviețuitori.

## Renașterea universului
Se spune că după Ragnarok un nou pământ va răsări, verde, frumos și îmbelșugat. Lupul Skoll, care a înghițit-o pe Sunna va da naștere unei fecioare la fel de frumoase ca zeița. Aceasta va continua drumul pe care l-a urmat Sunna pe cer. Astfel, un nou soare va răsări.

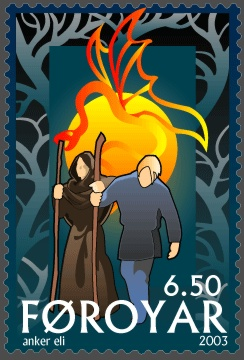
Un timbru în care este înfățișată scena reîntoarcerii din Helheim a zeilor Hod și Baldur

Câțiva zei vor supraviețui catastrofei. Printre aceștia se numără Vili, fratele lui Odin, Váli și Vidar, fiii zeului Odin, Modi și Magni, copiii zeului Thor, care vor moșteni ciocanul Mjollnir, și Hoenir, zeu cu dar profetic, care va prevesti ceea ce se va întâpla în continuare. Baldur și Hod vor ieși din Helheim, reîmpăcați și vor locui în ceruri în palatul tatălui lor, Valhalla. Nu este menționat ca una din zeițele nordice să fi supraviețuit după Ragnarok, dar este posibil ca Frigg și Freya, să fie câteva din cele ce vor trăi după sfârșitul lumii.
Dintre oameni, doar doi vor supraviețui, și anume Lif și Lifthrasil, și asta datorită faptului că s-au ascuns printre crengile arborelui Yggdrasil unde flăcările lui Surt nu i-au putut atinge și unde s-au hrănit cu rouă. Ei vor deveni sorgintea unei umanități noi care va venera un panteon de zei total schimbat și condus de Baldur. După cum spune și Edda Poetica:

Se vede iar iesind pentru a doua oara

Pământul din mare gingaș înverzit

Cascadele iar cad

Vulturul acolo zboară

Și năpustind spre ape

Ia peștele de solzi...

## Vezi și
- Thor: Ragnarok (film din 2017)